# Tom Petty
Thomas Earl "Tom" Petty, född 20 oktober 1950 i Gainesville, Florida, död 2 oktober 2017 i Santa Monica, Kalifornien, var en amerikansk rockmusiker, sångare, multiinstrumentalist, låtskrivare och skådespelare. Han var sångare i gruppen Tom Petty & the Heartbreakers (intagna i Rock and Roll Hall of Fame år 2002) och var medlem i Traveling Wilburys.
Bland Pettys mest kända låtar märks "Don't Do Me Like That", "Refugee", "Runnin' Down a Dream", "The Waiting", "Don't Come Around Here No More", "I Won't Back Down", "Free Fallin'" och "Mary Jane's Last Dance".

## Biografi
Petty gick som 20-åring med i bandet Mudcrutch som då även bestod av bland andra Mike Campbell och Benmont Tench. År 1974 flyttade bandet från uppväxttrakterna i norra Florida till Kalifornien för att söka lyckan och få ett skivkontrakt. Petty lämnade bandet strax därefter, men kom tillbaka 1976 då Ron Blair och Stan Lynch anslutit sig till Campbell och Tench. Bandet bytte då namn till Tom Petty & the Heartbreakers. De debuterade året efter med det självbetitlade albumet Tom Petty & the Heartbreakers. Det stora genombrottet kom 1979 med albumet Damn the Torpedoes, med listsinglarna "Don't Do Me Like That" och "Refugee".
Ron Blair lämnade bandet och ersattes av Howie Epstein inför de femte albumet Long After Dark, en sättning som skulle bestå till 1991 då gitarristen Scott Thurston anslöt. Nästa ändring skedde 1994 då Stan Lynch sparkades från gruppen efter ständiga konflikter med övriga medlemmar. Lynch ersattes av Steve Ferrone vid trummorna. Basisten Howie Epstein avled 2003 efter ett långvarigt drogmissbruk, och Ron Blair återkom som medlem.
Utöver albumen med The Heartbreakers släppte Petty några soloalbum, även om soloalbum kanske är fel term här då flera medlemmar i The Heartbreakers medverkade vid inspelningarna, framförallt ständige vapendragaren Mike Campbell.
I slutet av 1980-talet var Petty med i den kortlivade supergruppen Traveling Wilburys, tillsammans med Bob Dylan, George Harrison, Jeff Lynne och Roy Orbison.
Petty kämpade vid flera tillfällen för musikers rätt till sin egen musik. Skivan The Last DJ har texter som är starkt kritiska till monopoltendenser inom amerikansk underhållningsindustri. Skivan bygger till stor del på egna erfarenheter där Petty tvingades gå till rättegång mot skivbolagen.
Tom Petty återförenades med Mudcrutch 2007 för ett nytt album samma år.
Han förknippades med gitarrmärket Rickenbacker, och det finns även en signaturmodell (660/12TP) som bär hans namn.
Tom Petty har även medverkat i filmen The Postman - budbäraren från 1997, där han spelade borgmästaren i staden Bridge City.
Tom Petty avled i sitt hem i Malibu 2 oktober 2017 till följd av en oavsiktlig överdos av receptbelagda mediciner.

## The Heartbreakers

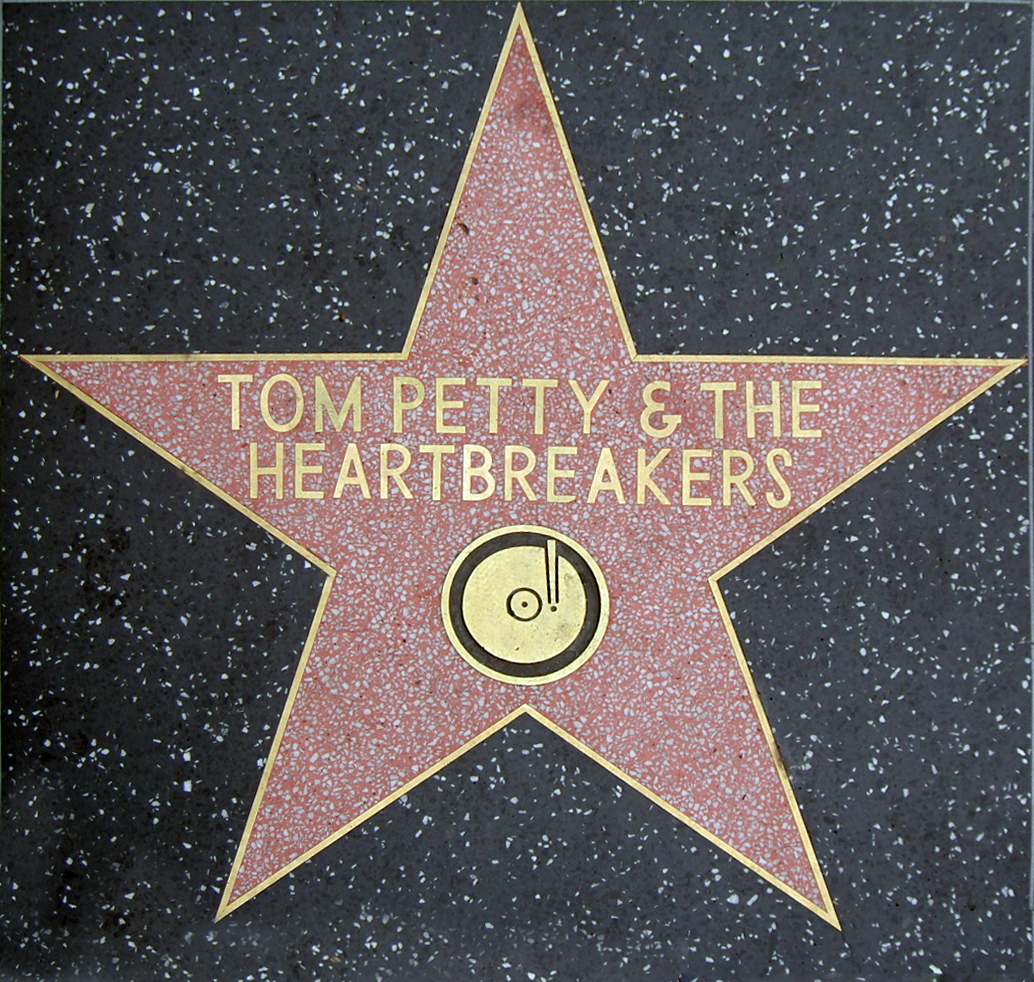
Tom Petty & The Heartbreakers stjärna på Hollywood Walk of Fame.

Medlemmar i slutet av Tom Pettys livstid
- Tom Petty – sång, gitarr
- Mike Campbell – gitarr
- Benmont Tench – keyboard
- Ron Blair – basgitarr
- Steve Ferrone – trummor
- Scott Thurston – gitarr, keyboard, basgitarr

Tidigare medlemmar
- Howie Epstein – basgitarr
- Stan Lynch – trummor

## Diskografi

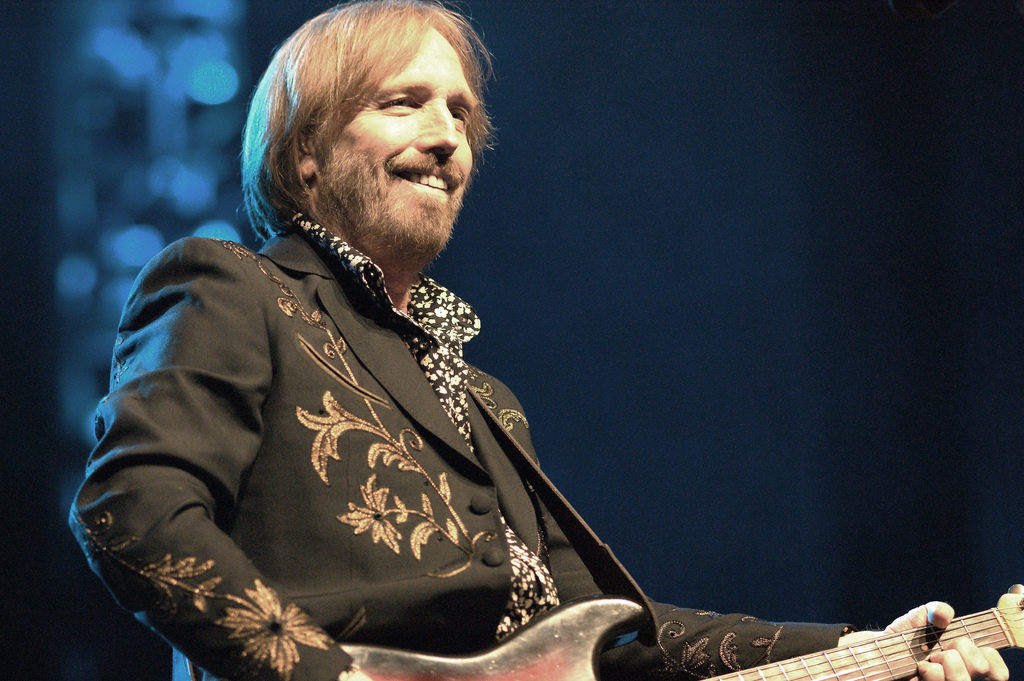
Tom Petty 2010.

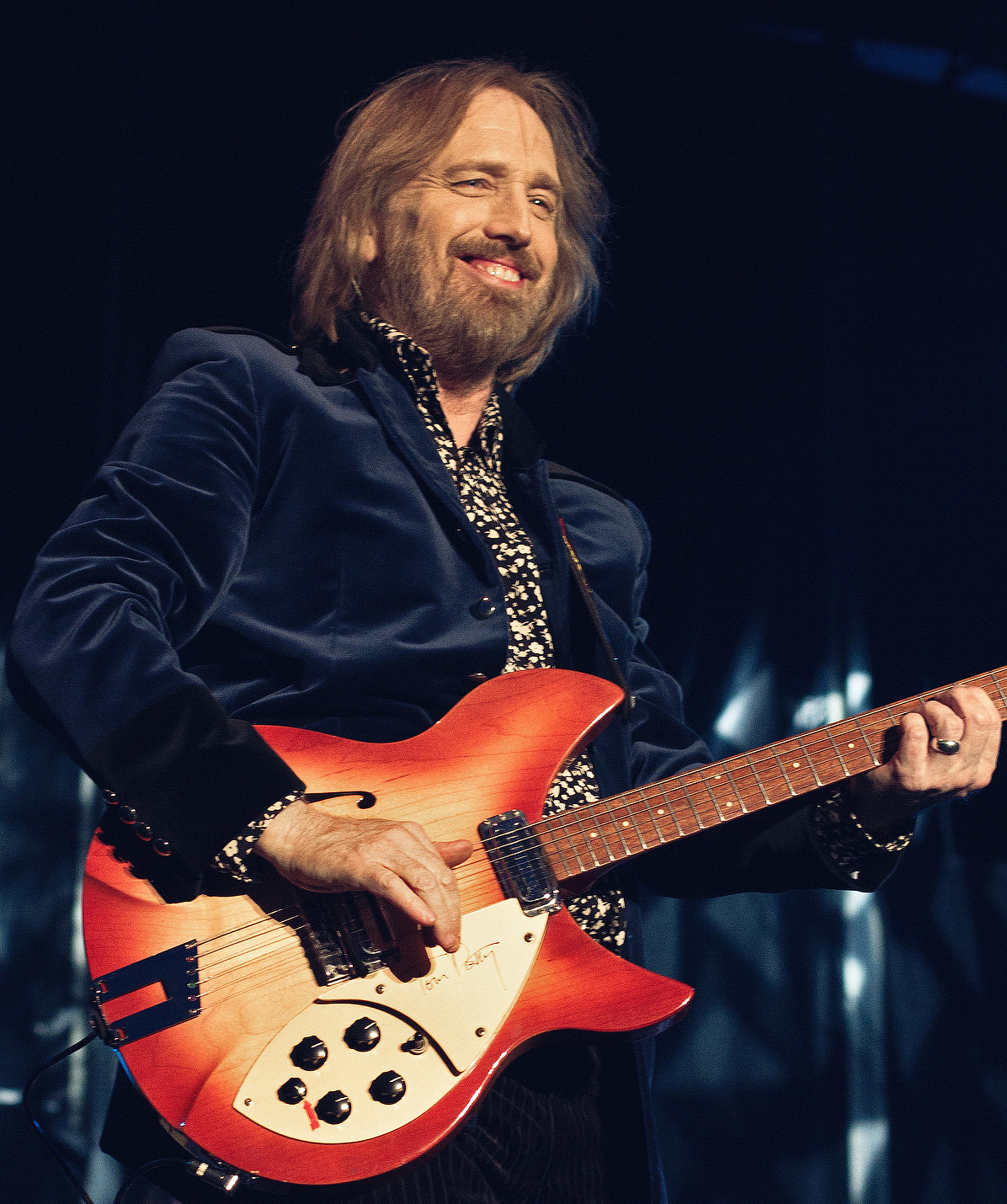
Tom Petty 2012.

### Tom Petty & the Heartbreakers
- 1976 – Tom Petty & the Heartbreakers
- 1977 – Official Live 'Leg (live)
- 1978 – You're Gonna Get It!
- 1979 – Damn the Torpedoes
- 1981 – Hard Promises
- 1982 – Long After Dark
- 1985 – Southern Accents
- 1986 – Pack Up the Plantation: Live! (live)
- 1987 – Let Me Up (I've Had Enough)
- 1991 – Into the Great Wide Open
- 1993 – Greatest Hits (samling)
- 1995 – Playback (samling)
- 1996 – Songs and Music from "She's the One" (soundtrack)
- 1999 – Echo
- 2000 – Anthology: Through the Years (samling)
- 2002 – The Last DJ
- 2010 – Mojo
- 2014 – Hypnotic Eye

### Solo
- 1989 – Full Moon Fever
- 1994 – Wildflowers
- 2006 – Highway Companion

### Med Mudcrutch
- 2008 – Mudcrutch
- 2016 – 2